# Carl August Eyraud

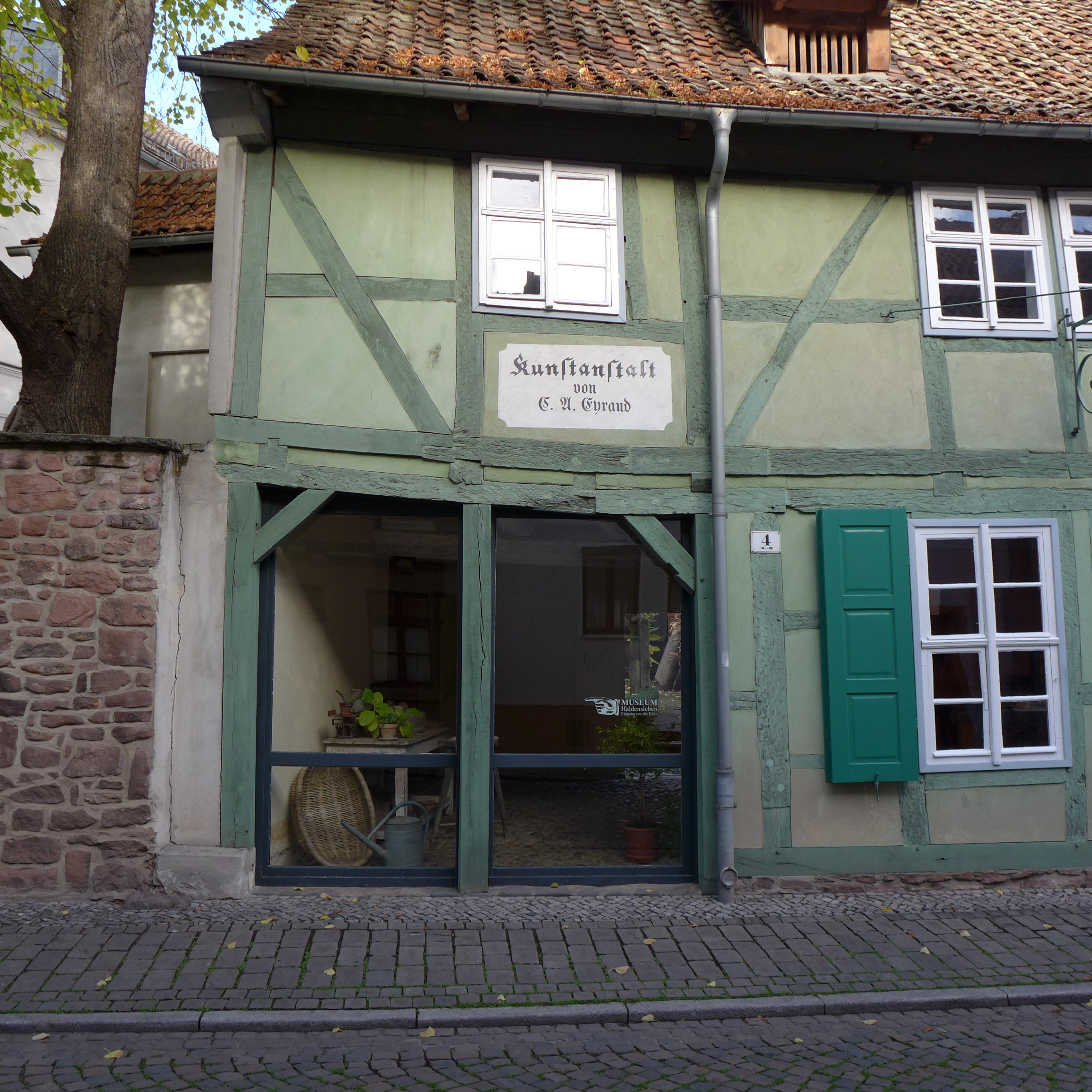

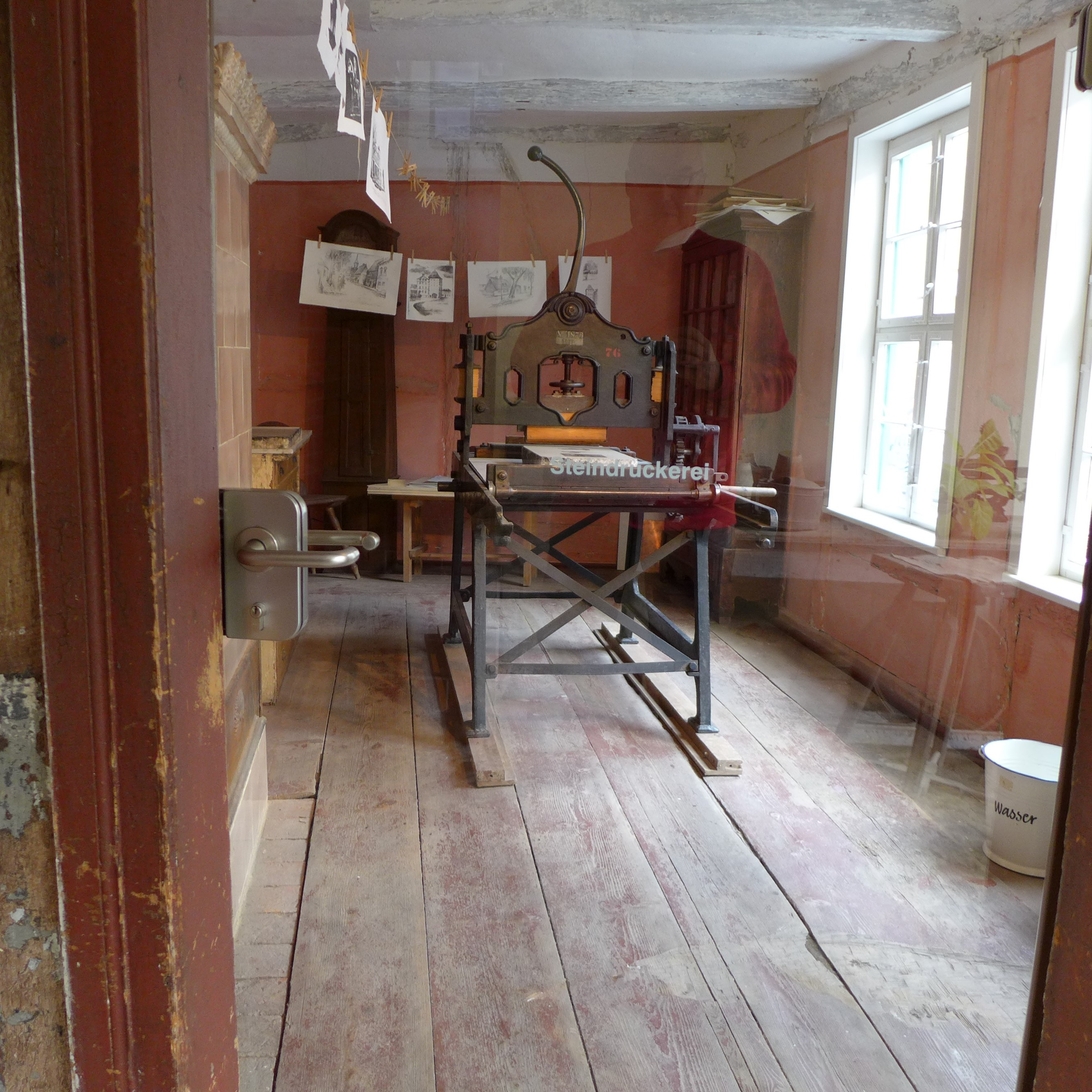

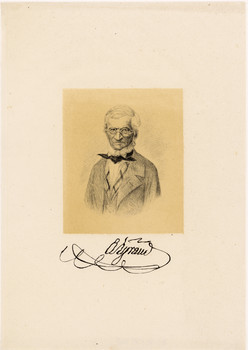
Porträt Carl August Eyraud (1851)

Carl August Eyraud (* 1. Juni 1790 in Magdeburg; † 15. Februar 1872 in Brotterode/Thüringen) war ein deutscher Lithograf, Drucker und Verleger.

## Leben und Wirken

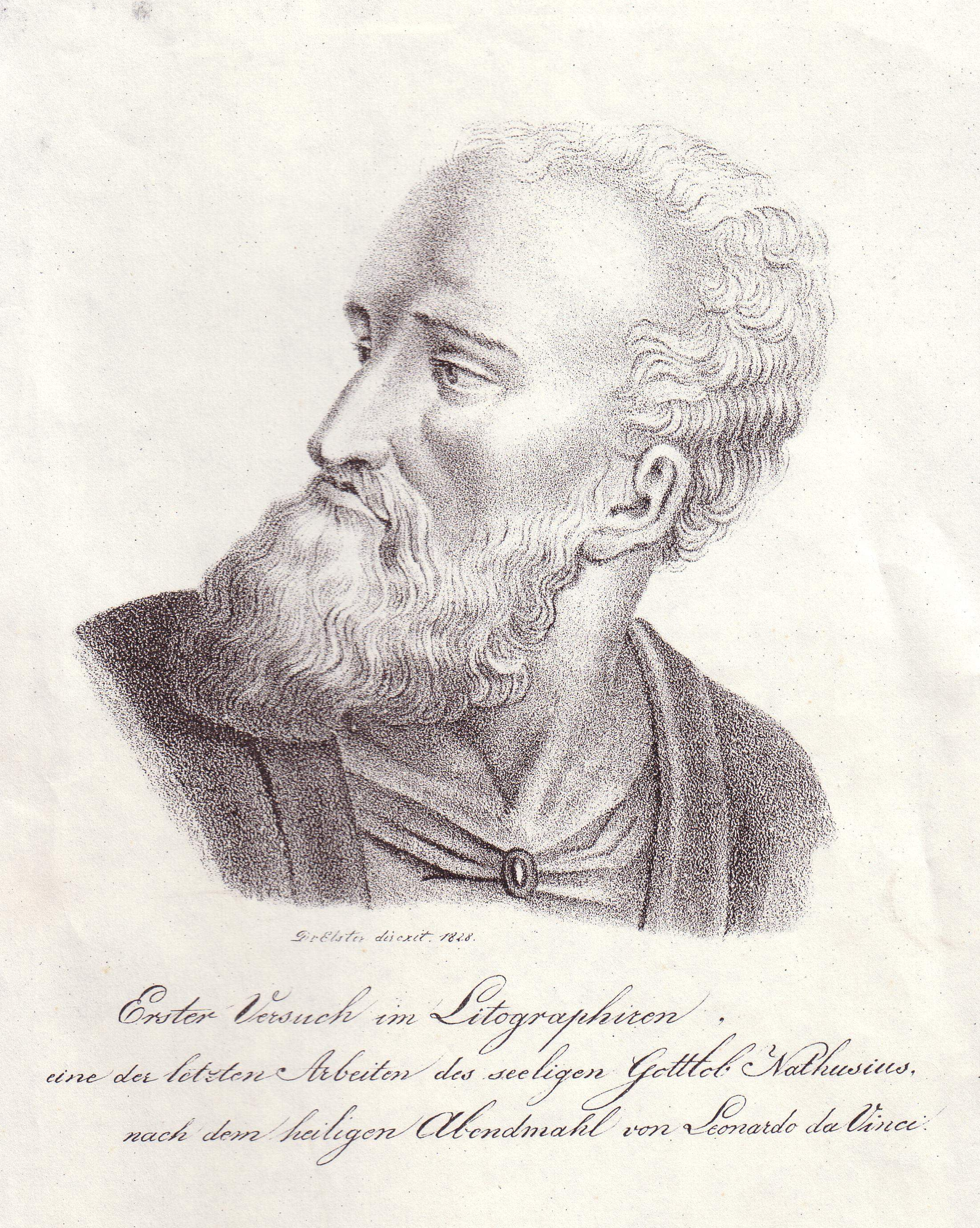
Lithografie aus der Eyraud-Nathusius’schen Lithographieanstalt von 1828

Carl August Eyraud entstammte einer Hugenottenfamilie, die sich bereits 1685 in der französischen Kolonie in Magdeburg niederließ.
Eyraud wurde 1815 vom Unternehmer Johann Gottlob Nathusius zum Aufbau einer Druckerei in Althaldensleben eingestellt. Nathusius kaufte 1810 das Klostergut Althaldensleben und errichtete dort eine Ansammlung unterschiedlicher Gewerbebetriebe. Er führte dort u. a. die 1798 erfundene Technik des Steindrucks ein. Eyraud wurde in dieser Technik ausgebildet.
Er gründete 1817 in Neuhaldensleben eine Lithographische Anstalt, 1819 gab er das Neuhaldensleber Wochenblatt heraus. Darin wurden nur amtliche und lokale Bekanntmachungen, Chroniken und Anzeigen veröffentlicht, politische Nachrichten wollte Eyraud nicht publizieren. Die ersten Jahrgänge der Zeitung wurden nicht wie üblich im Buchdruck, sondern im Steindruck hergestellt, sie hatte einen Umfang von 4 Seiten und erschienen jeweils am Wochenende.
1820 richtete Eyraud neben der Druckerei eine öffentliche Bibliothek ein, eine Leihbibliothek mit anfangs ca. 1000, später bis zu 3000 Bänden. Ab 1821 stellte er Landkarten, Kalender, Spiele, Stammbücher und Landschaftsbilder im Buchdruck her. Zum Vertrieb gründete er eine Verlagsbuchhandlung mit eigener Buchbinderei.
Insbesondere heimatkundliche Schriften sowie Schul- und Sachbücher waren weitere wichtige Druckerzeugnisse Eyrauds. Das Neuhaldensleber Wochenblatt erschien ab 1824 im Buchdruck.
1836 eröffnete er eine Buch-, Kunst- und Musikalienhandlung in Gardelegen. Er leitete das Unternehmen bis 1844 und übergab das Geschäft in Neuhaldensleben sowie die Filialen in Gardelegen und Wolmirstedt an seinen Sohn Hermann Eyraud. Dieser übergab 1872 die Druckerei an seinen gleichnamigen Sohn, ab 1875 führte dessen Bruder Georg Eyraud das Unternehmen bis 1903 weiter.
1892 wurde das Sortiment an Max Richter in Dresden verkauft, die Buchhandlung wurde umbenannt in C. A. Eyraud’s Buchhandlung (M. Richter), der Verlag nannte sich C. A Eyraud’s Verlag. Kommission: F. Volckmar in Leipzig. 1903 endete das Familienunternehmen Eyrauds.

## Werke und Produkte
Für einige Werke und Produkte aus Eyrauds Druckerei sind gemeinfreie Digitalisate verfügbar:

### Kartenwerke
- a) Eyraud: Das Harz- und Thüringer-Waldgebirge im Jahre 1824.

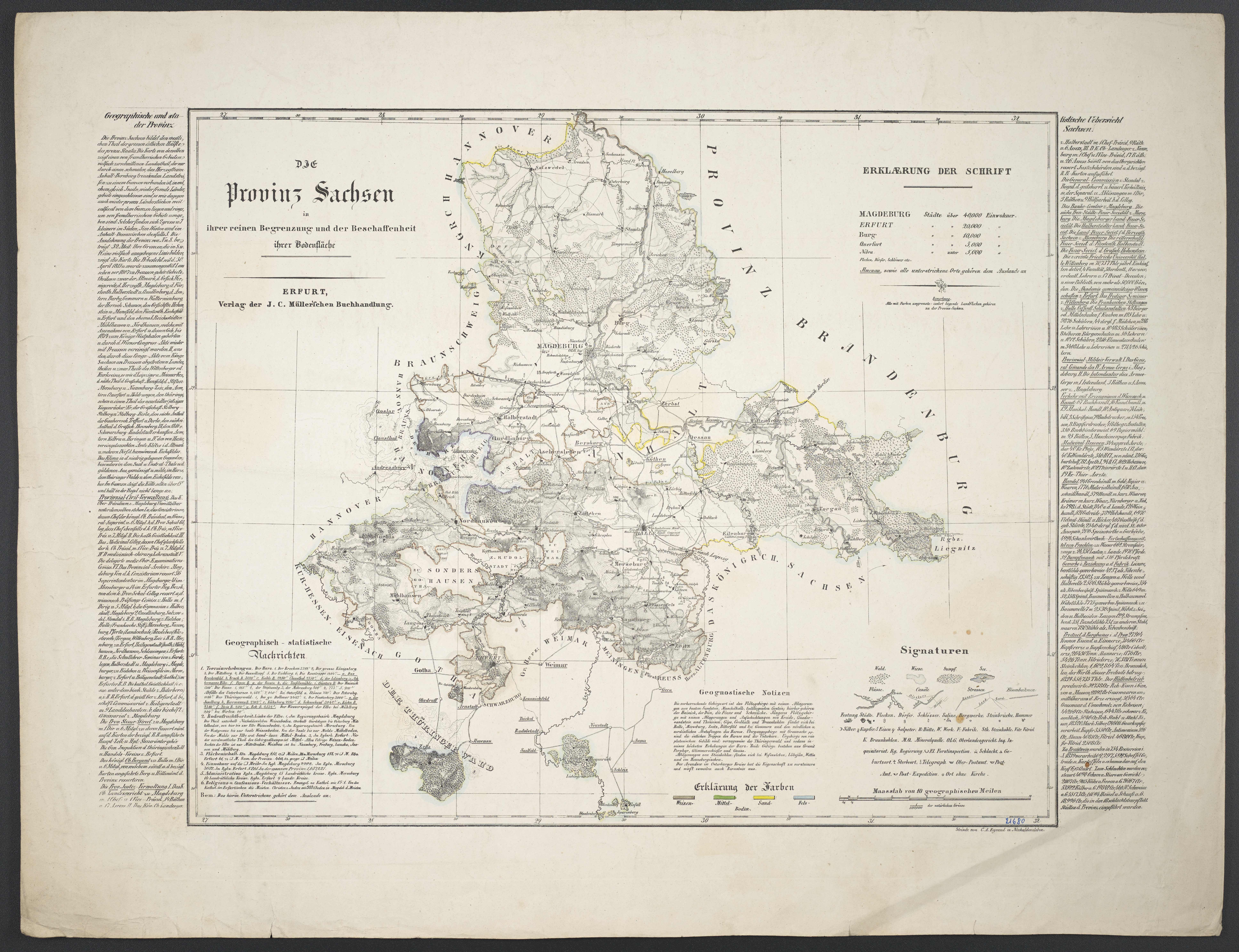
b) Sachsen, 1845

- Das Harz- und Thüringer-Waldgebirge im Jahre 1824. Neuhaldensleben bey A. Eyraud. Universitäts- und Landesbibliothek Sachsen-Anhalt.[6]
- C. A. Eyraud, Steindruck, 1845, 1 Kt.: Grenzen kolor. (46 x 38 cm); Koordinaten E 9°58'00"-E 13°48'00"/N 53°02'00"-N 50°23'00"; Aus: Atlas von dem Preussischen Staate. Maßstab in graph. Form (geographische Meilen). Titel oben links. Maßstab, Erkl. der Farben, Signaturen und Geognostische Notizen unten rechts. Erkl. der Schrift oben rechts. Geographisch-statistische Nachrichten unten links. Mit 1 geographischen statistischen Übersicht der Provinz Sachsen an den Randleisten. Relief: Schraffen.[7]

Weitere Produkte
- Deutschland-Karte Deutschland nach der neuesten Eintheilung. Carl August Eyraud's Kunstanstalt, Neuhaldensleben 1837.[8]
- Der landräthliche Kreis Neuhaldensleben im Regierungsbezirke Magdeburg. Lithographirt beÿ A. Eÿraud, 1825.[9]

### Stiche

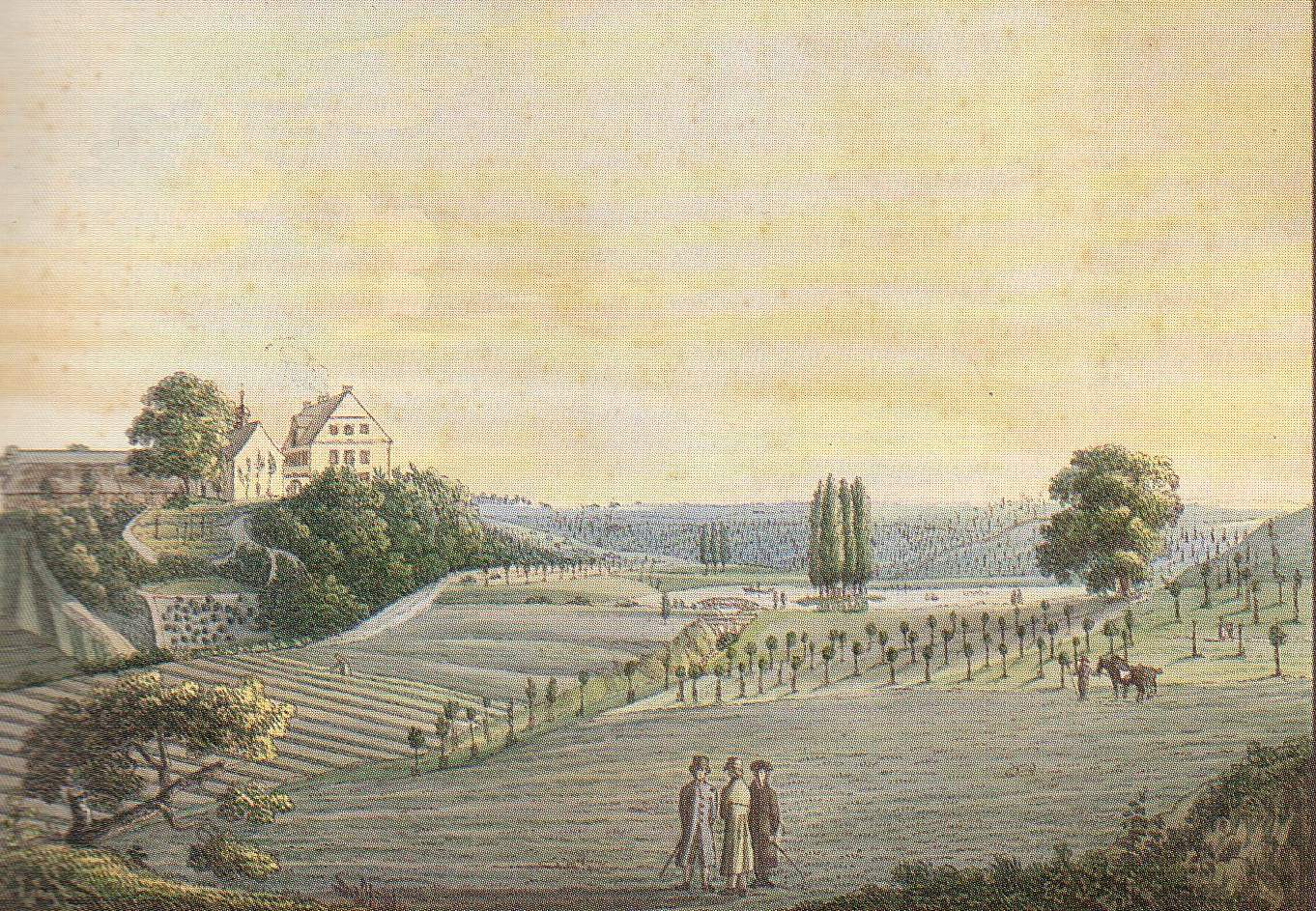
um 1820, Ansicht von Glüsig

## „Neuhaldensleber Wochenblatt“
Das Neuhaldensleber Wochenblatt erschien erstmals 1819, wurde im Laufe der Zeit um Nachrichten aus angrenzenden Kreisen erweitert und ab 1903 zur Tageszeitung. Chronologie des Neuhaldensleber Wochenblatts
- 1819–1837: Neuhaldensleber Wochenblatt[4]
- 1836–28. März 1837: Gardeleger Wochenblatt am 3. April 1837 vereinigt mit Neuhaldensleber Wochenblatt zu Wochenblatt für die Kreise Neuhaldensleben und Gardelegen
- 3. April 1837: Wochenblatt für die Kreise Neuhaldensleben und Gardelegen
- 2. Oktober 1847: Wochenblatt für die Kreise Neuhaldensleben, Gardelegen und Wolmirstedt
- 2. April 1879: Wochenblatt für die Kreise Neuhaldensleben, Gardelegen, Wolmirstedt und den Amtsgerichtsbezirk Calvörde
- 10. Mai 1902: General-Anzeiger
- 1. März 1903: Wochenblatt für die Kreise Neuhaldensleben, Gardelegen, Wolmirstedt und den Amtsgerichtsbezirk Calvörde
- 29. November 1903: Wochenblatt: Tageszeitung und General-Anzeiger für die Kreise Neuhaldensleben, Gardelegen, Wolmirstedt und den Amtsbezirk Calvörde
- UT ab 6. September 1913: Tageszeitung für die Kreise Neuhaldensleben, Gardelegen, Wolmirstedt und den Amtsbezirk Calvörde
- 2. Mai 1935: Wochenblatt Stadt- und Landbote
- 7. Juni 1942: Haldensleber Tageszeitung Vlg. in [Neu] Haldensleben
- bis zum 3. April 1938: Ortsname: Neuhaldensleben

(6. November 1819 bis 28. April 1943)
- nach 1945: Haldensleben-Ausgaben der Volksstimme (Mitteldeutsches Verlags- und Druckhaus GmbH in Magdeburg)[11]